# József Varga (ur. 1988)
József Varga (ur. 6 czerwca 1988 w Debreczynie) – węgierski piłkarz występujący na pozycji pomocnika.

## Linki zewnętrzne

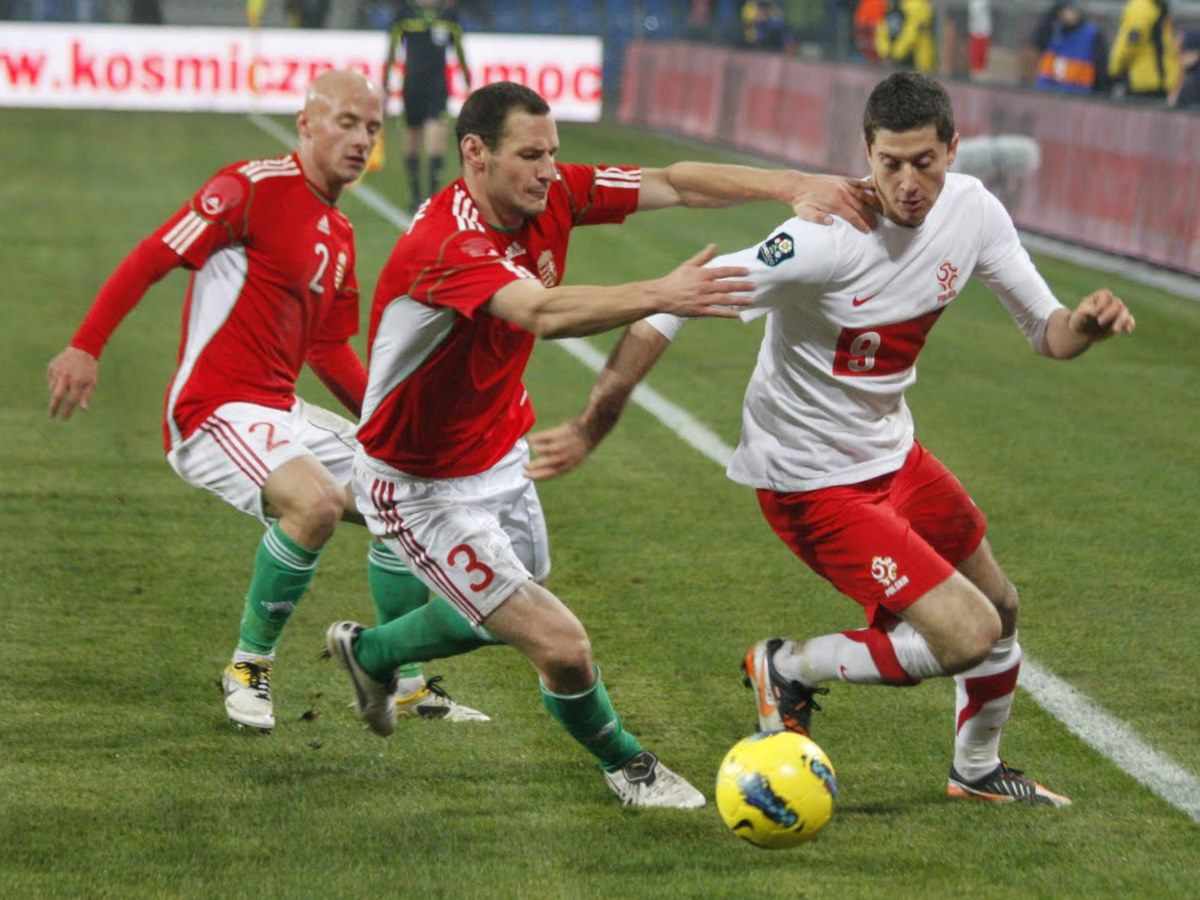
József Varga, Vilmos Vanczák i Robert Lewandowski (15.11.2011)